# Національний парк Ісало
Ізало (малаг. Isalo) — національний парк на острові Мадагаскар.
Розташований в провінції Туліара, острова Мадагаскар. Площа парку становить близько 800 км². Парк відомий широкою різноманітністю ландшафтів.
У парку зустрічається 82 види птахів, 33 вида плазунів, 15 видів жаб і 14 видів ссавців.

## Галерея

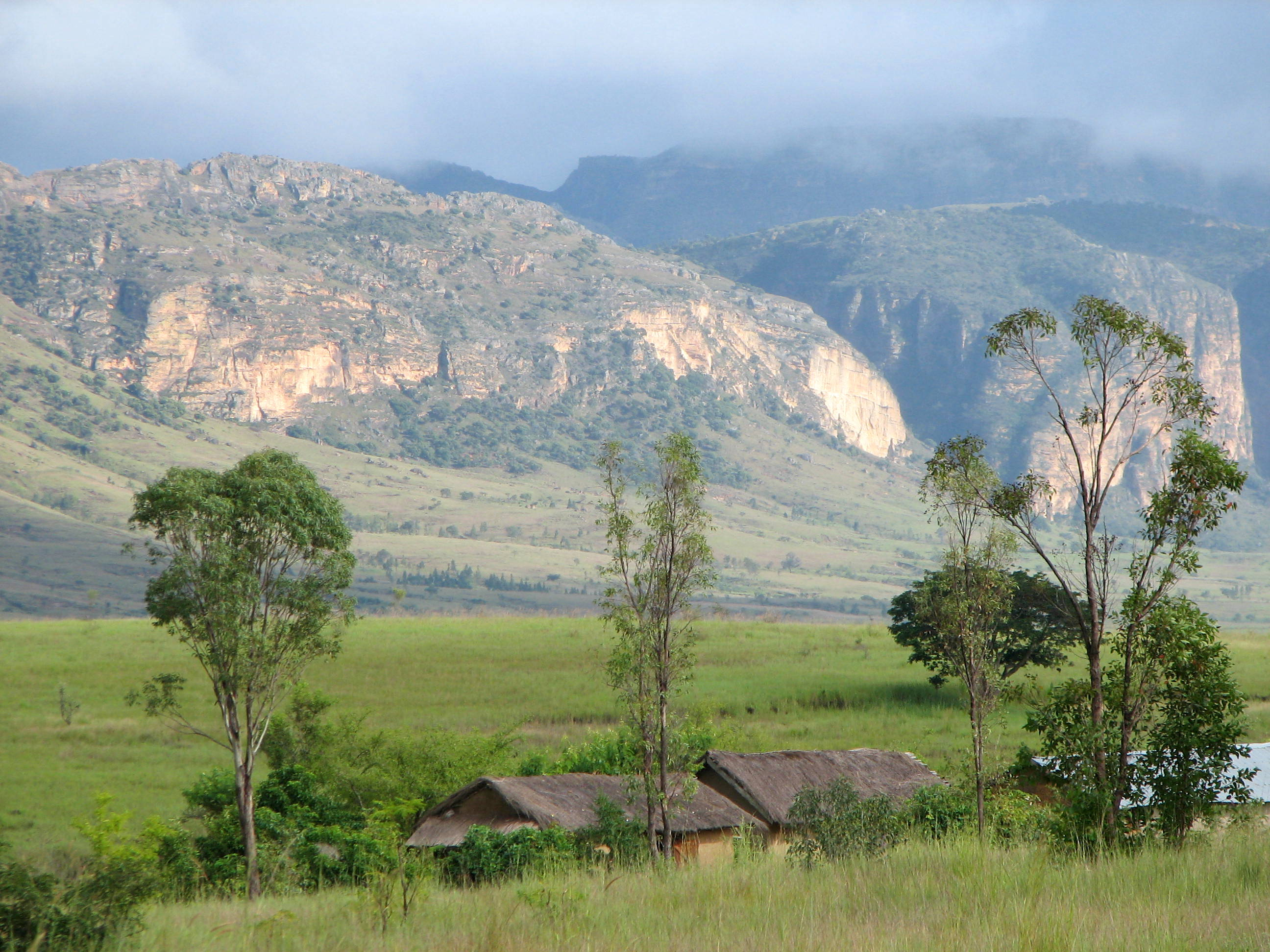
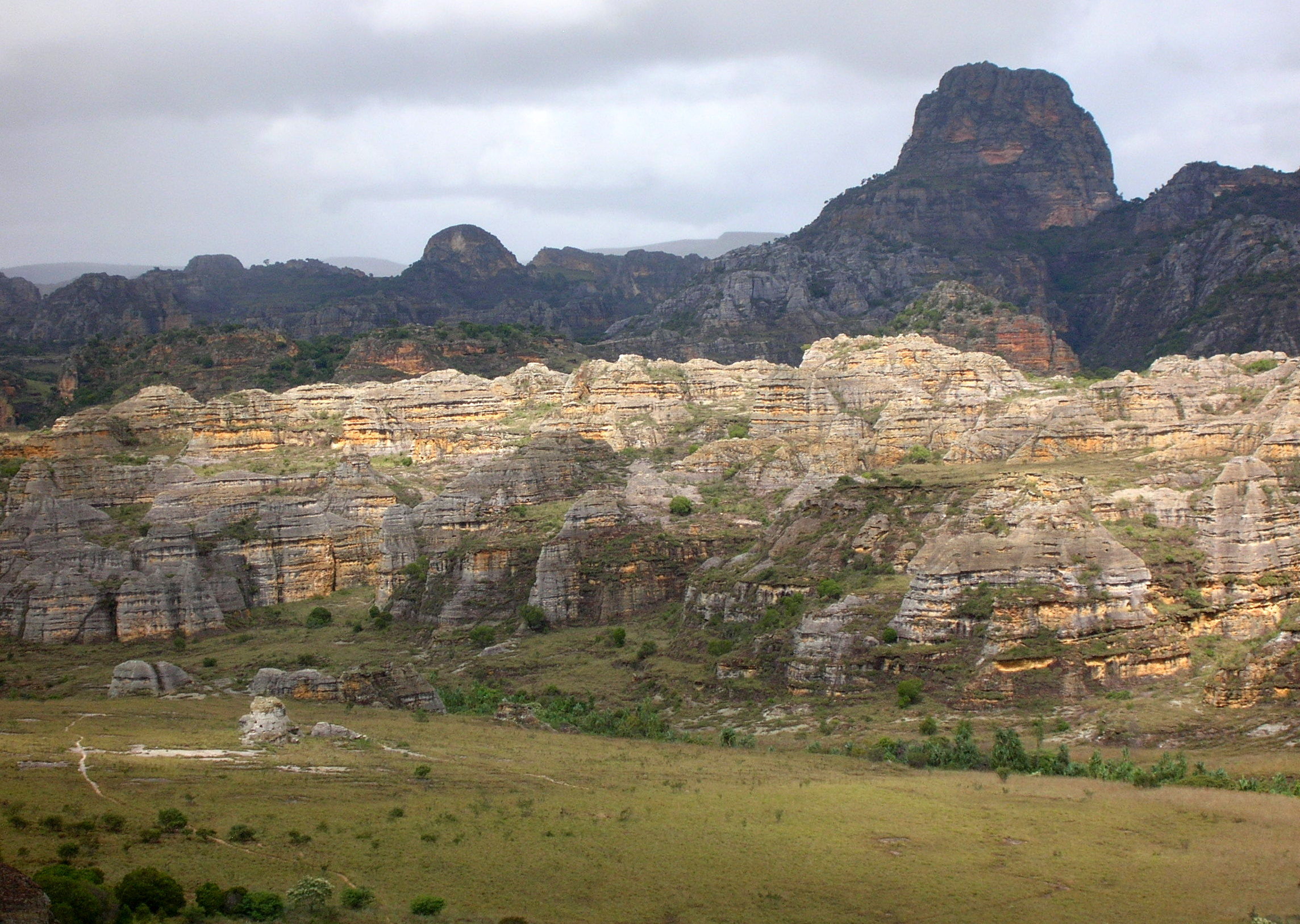
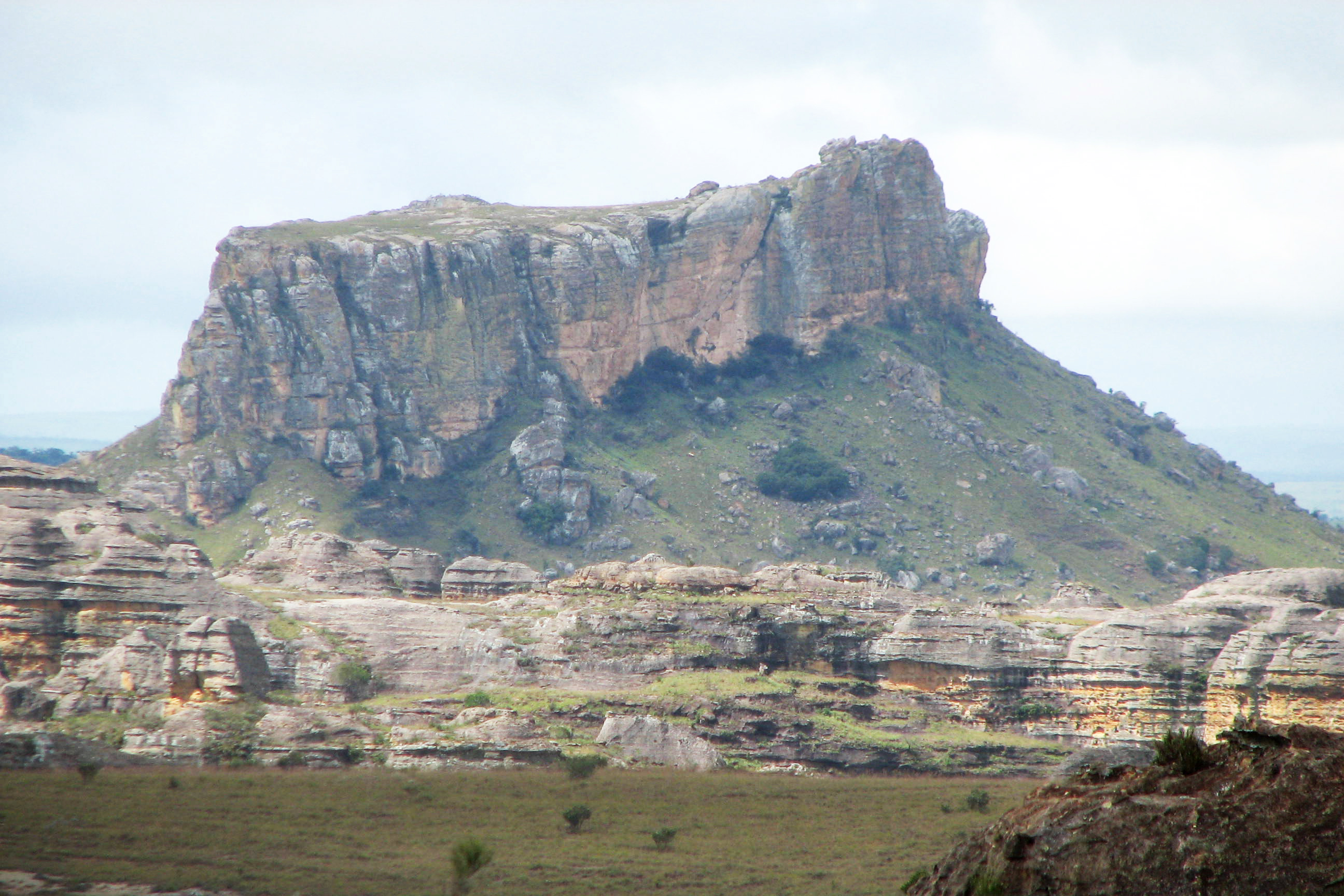
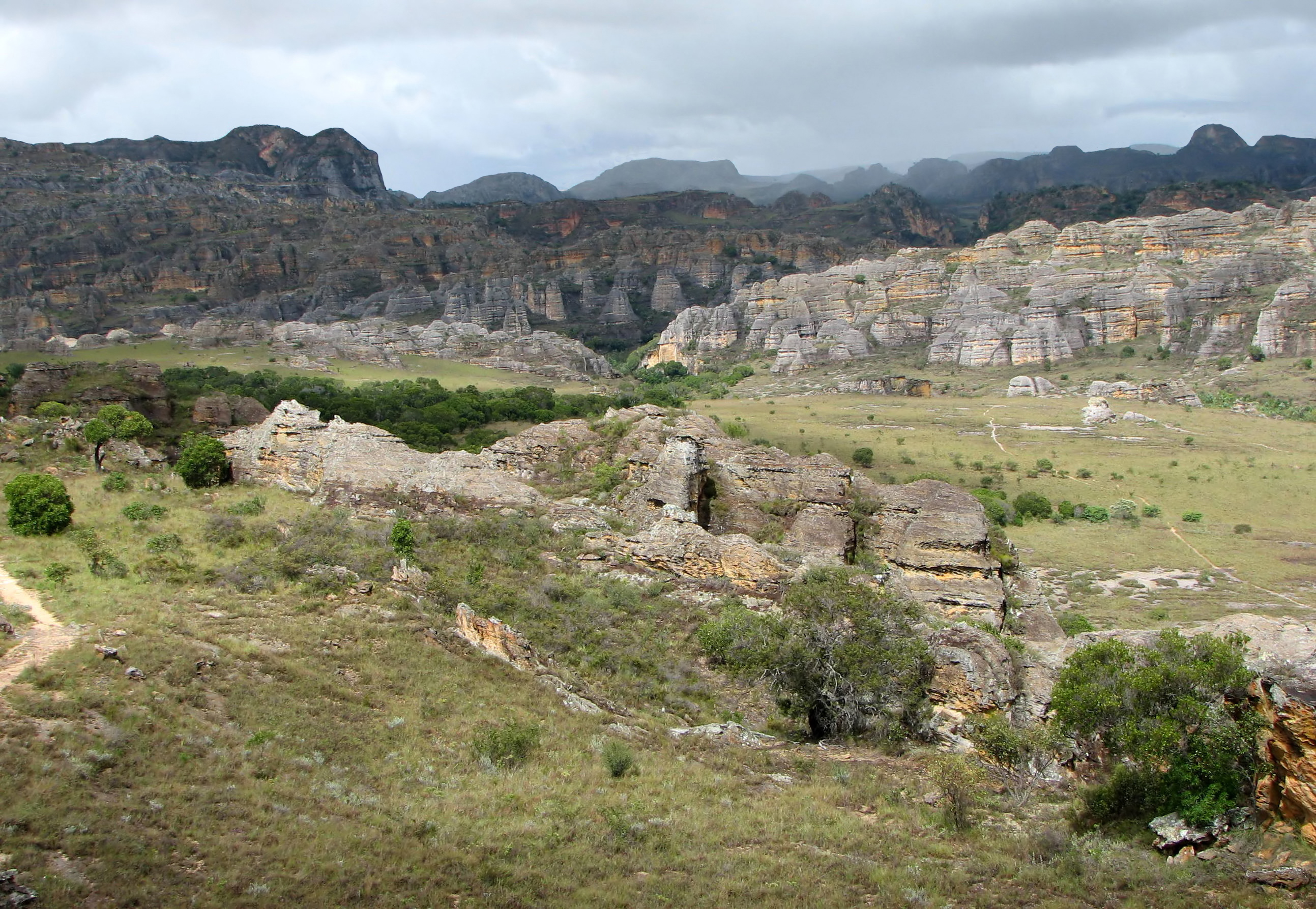
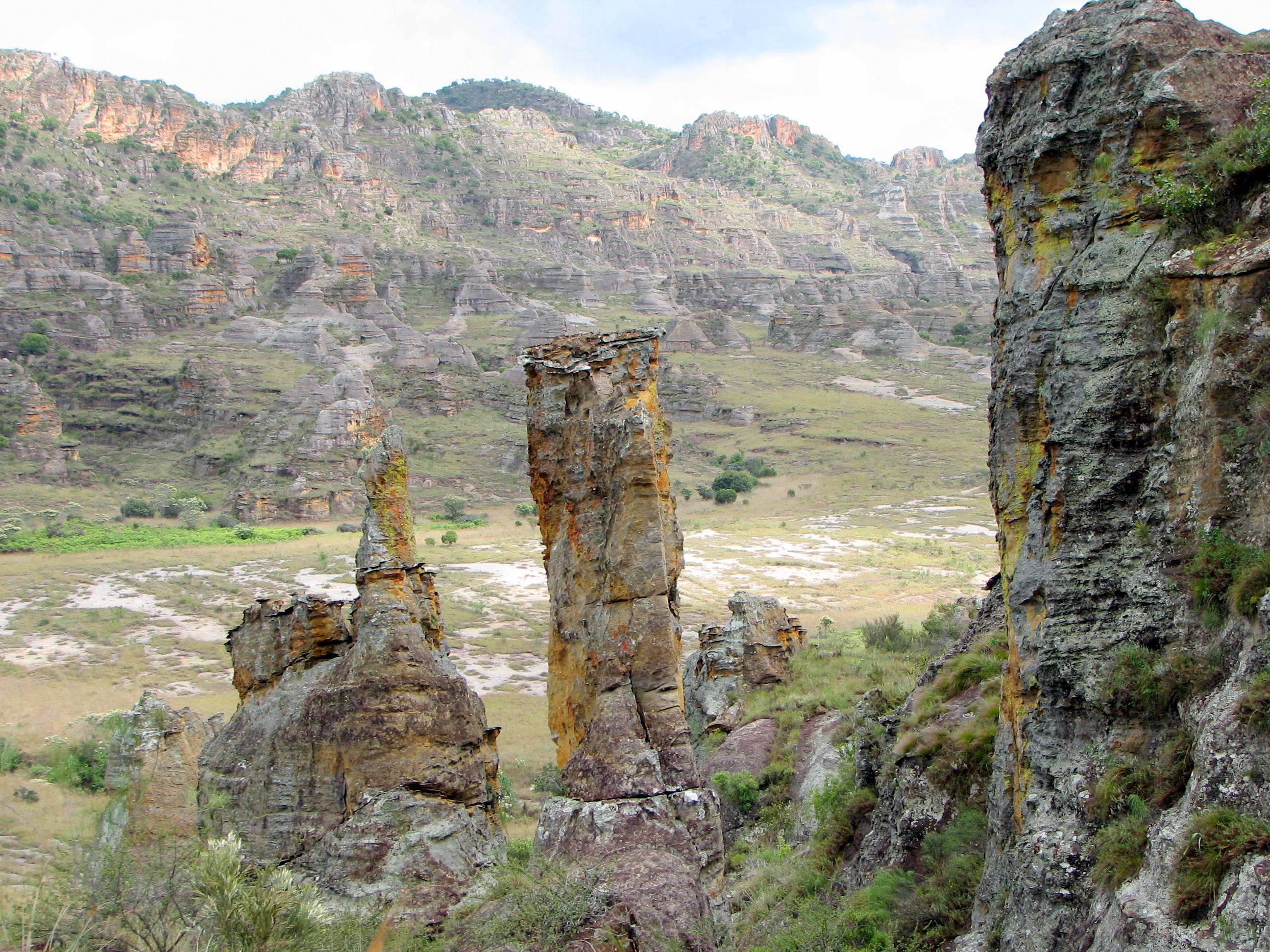
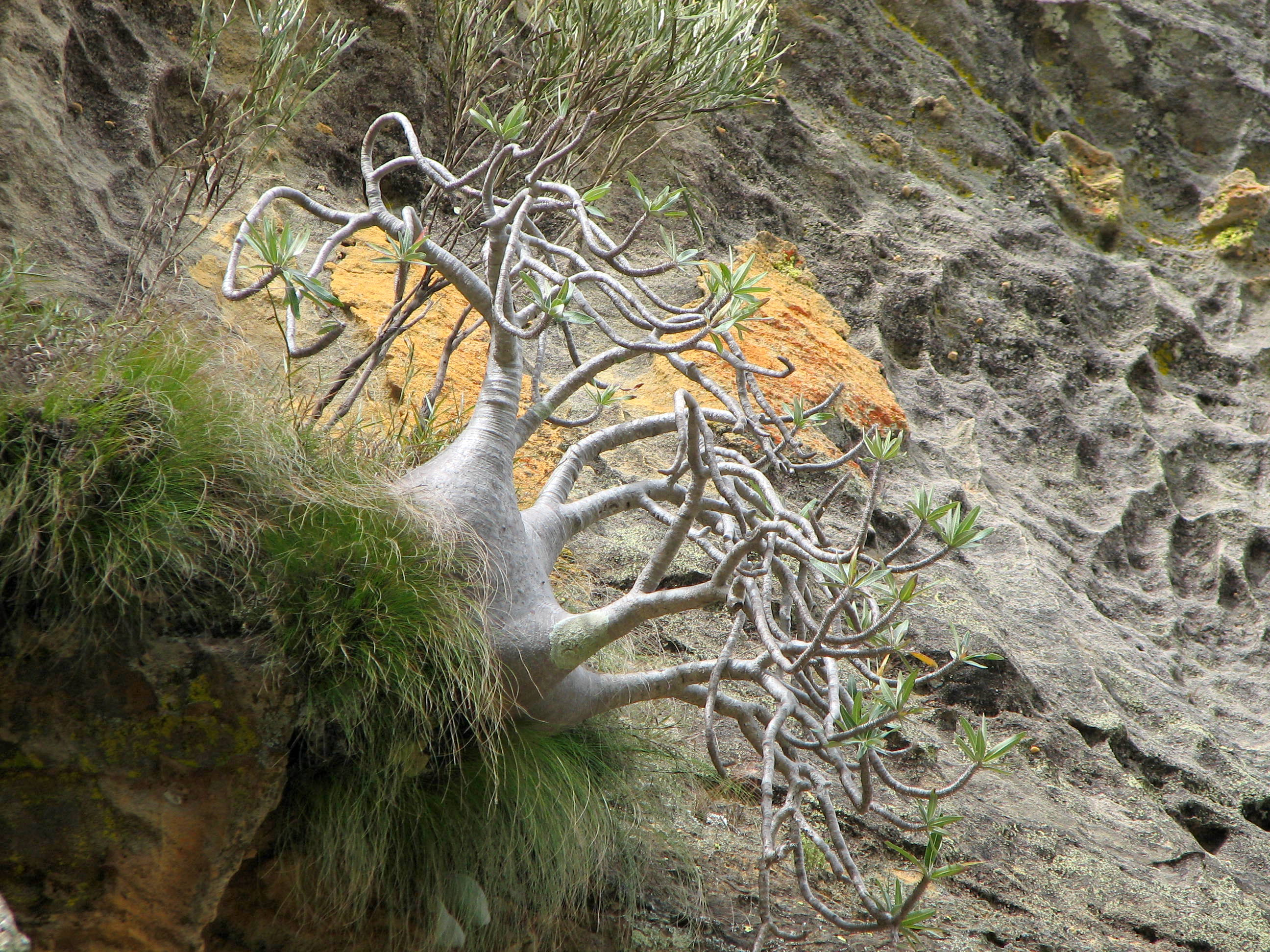
Pachypodium Rosulatum Gracilius
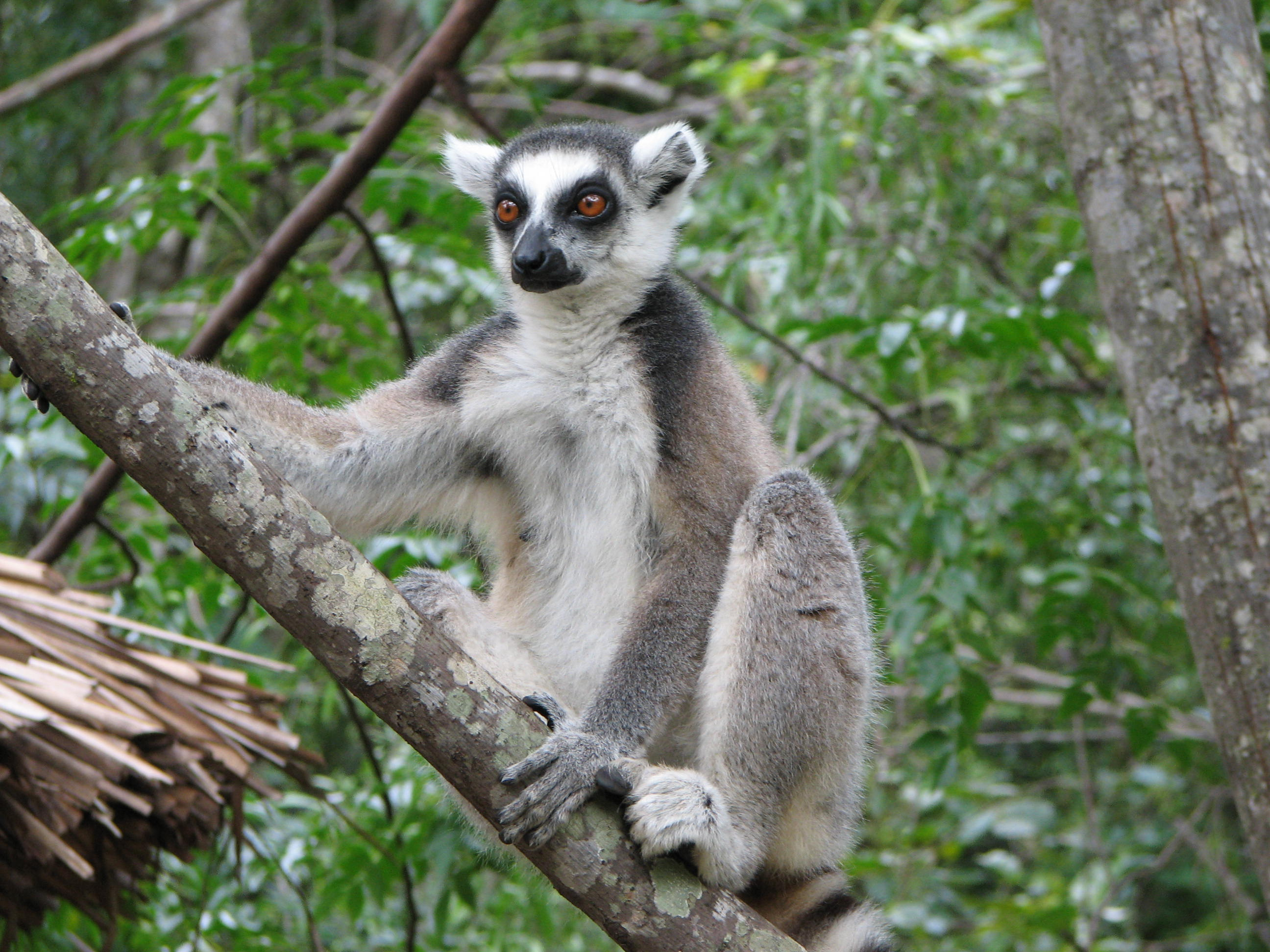
Lemur catta
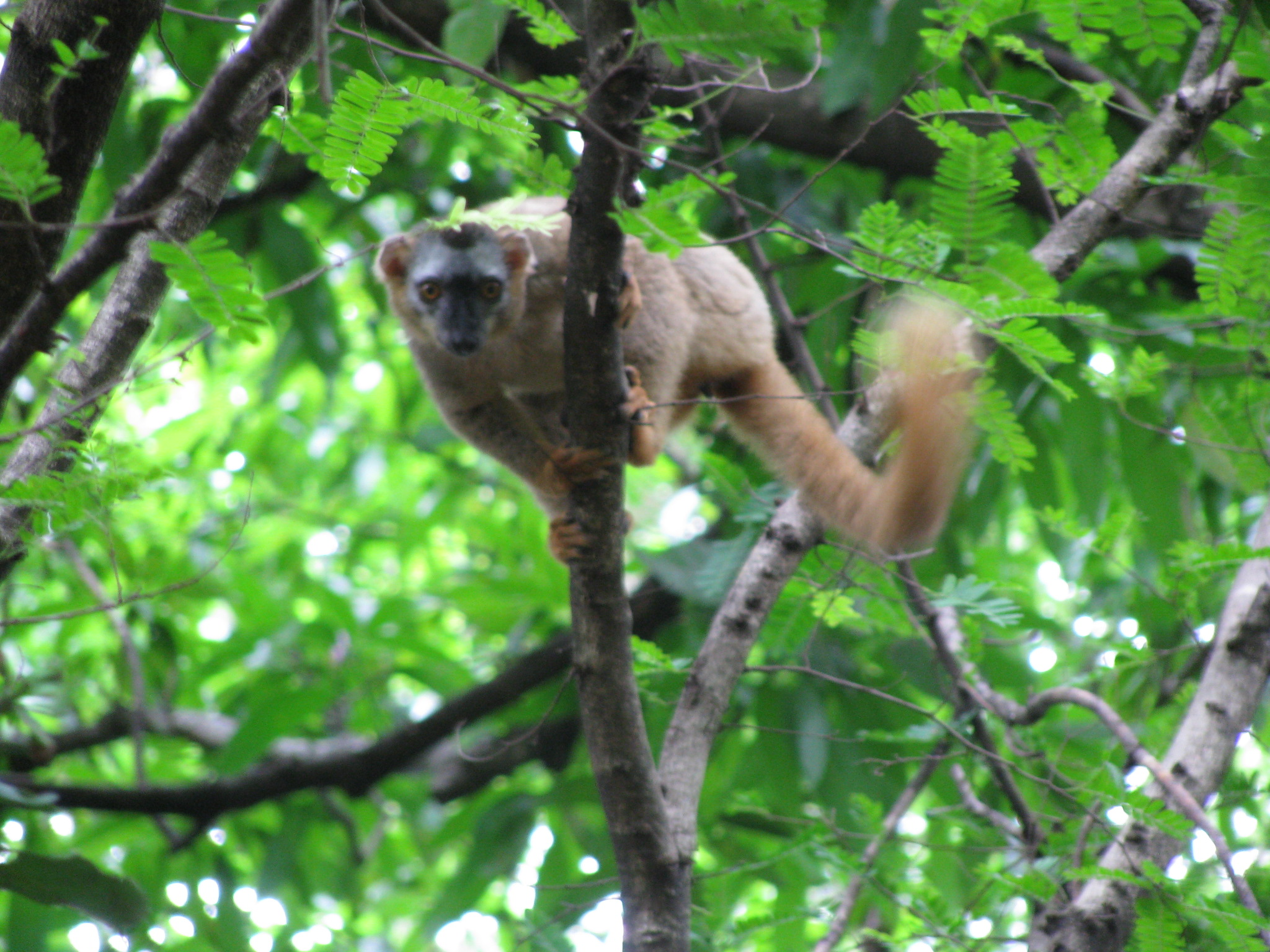
Brown lemur